# Bell XP-52
Bell XP-52 и последующий XP-59 были проектами истребителей времён Второй мировой войны, разработанными американской Bell Aircraft Corporation.
Оба проекта предусматривали двухбалочную компоновку с двигателем, расположенным сзади и приводящим в движение толкающие вращающиеся в противоположных направлениях пропеллеры.
Когда проект XP-59 был закрыт, обозначение XP-59A использовалось в качестве прикрытия для секретного прототипа реактивного истребителя, который поступил в производство как P-59 Airacomet.
| ХР-52                               | ХР-52                                                                   |
| ----------------------------------- | ----------------------------------------------------------------------- |
| Модель аэродинамической трубы XP-59 |                                                                         |
| Общая информация                    |                                                                         |
| Тип                                 | Боец                                                                    |
| Производитель                       | Корпорация Bell Aircraft Corporation                                    |
| Статус                              | Отменён в октябре 1940 года (XP-52) Отменён 25 ноября 1941 года (XP-59) |
| Число построенных                   | нету                                                                    |

## ХР-52
Разработка XP-52 была начата компанией Bell в 1940 году отдельно от конкурса R-40C под обозначением MX-3 Командования материально-технического обеспечения ВВС.
Короткий фюзеляж с поршневым двигателем в задней части приводил в движение пару вращающихся в противоположных направлениях пропеллеров в толкающей конфигурации. Крылья были стреловидными под углом 20 градусов, а горизонтальный стабилизатор был установлен за пропеллером на двойных стойках, отходящих от крыльев. Фюзеляж был необычно обтекаемым, круглым и бочкообразным, с расположенной спереди кабиной пилота, полностью интегрированной в его линии, а нос заканчивался круглым воздухозаборником, который был соединён с двигателем. Шасси было трёхколёсным, с основными колёсами, убирающимися в хвостовые балки. Силовая установка должна была состоять из экспериментального двигателя Continental XIV-1430-3 с расположением цилиндров V-12.
XP-52 был снят с производства в октябре 1940 года из-за технических проблем с двигателем XIV-1430. Компания Bell представила ВМС США аналогичный проект под названием Model 19, но он тоже так и не был построен

## ХР-59
Несмотря на то, что по компоновке XP-59 был похож на XP-52, он был немного больше и тяжелее и должен был оснащаться двигателем Pratt and Whitney R-2800-23 мощностью 2000 лошадиных сил (1500 кВт).  В феврале 1941 года были заказаны два прототипа. 
3 октября 1941 года был подписан контракт на производство первого реактивного истребителя Bell. Прототип получил обозначение XP-59A и был запущен в производство как P-59 Airacomet. Первоначальный проект XP-59 был отменён 25 ноября 1941 года, поскольку компания Bell была занята разработкой Bell P-63 Kingcobra.